# Space Station 13
Space Station 13 (с англ. — «Космическая станция 13») — многопользовательская компьютерная игра о работе и жизни персонала на космической станции с элементами выживания. Игра разработана независимым разработчиком Exadv1 на игровом движке «BYOND», имеет тайловую 2D графику и доступна на платформах Windows. Принцип развития игры основан на ведущей роли сообщества игроков.
В игре каждый игрок выполняет свою роль на станции, и общая коллективная цель персонала — поддержание работоспособности станции в условиях катастрофы, внутреннего саботажа или других антагонистических сил.
Игра во многом строится на вербальных коммуникациях, поэтому рекомендуется играть только на сервере с подходящей локализацией для игроков.

## Сеттинг
Как правило, Space Station 13 представляет собой современную исследовательскую станцию на орбите одного из газовых гигантов в системе Тау Кита. Станцией управляет мега-корпорация NanoTrasen, больше известная как государство-корпорация со своими законами, владениями, технологиями. Так как корпорация огромна, то она оказывается уязвимой со стороны третьих лиц и организаций.
Станция занимается исследованиями таинственного вещества «плазма» (на некоторых серверах называется «форон»). «Плазма» представляет собой недавно открытый минерал, в котором заинтересована NanoTrasen несмотря на то, что ей про него практически ничего не известно.
Большинство серверов развиваются независимо и, соответственно, имеют свою историю и их сеттинг может отличаться.
В игре имеется большое количество отсылок к кинематографу, литературе и другим играм.

## Игровой процесс

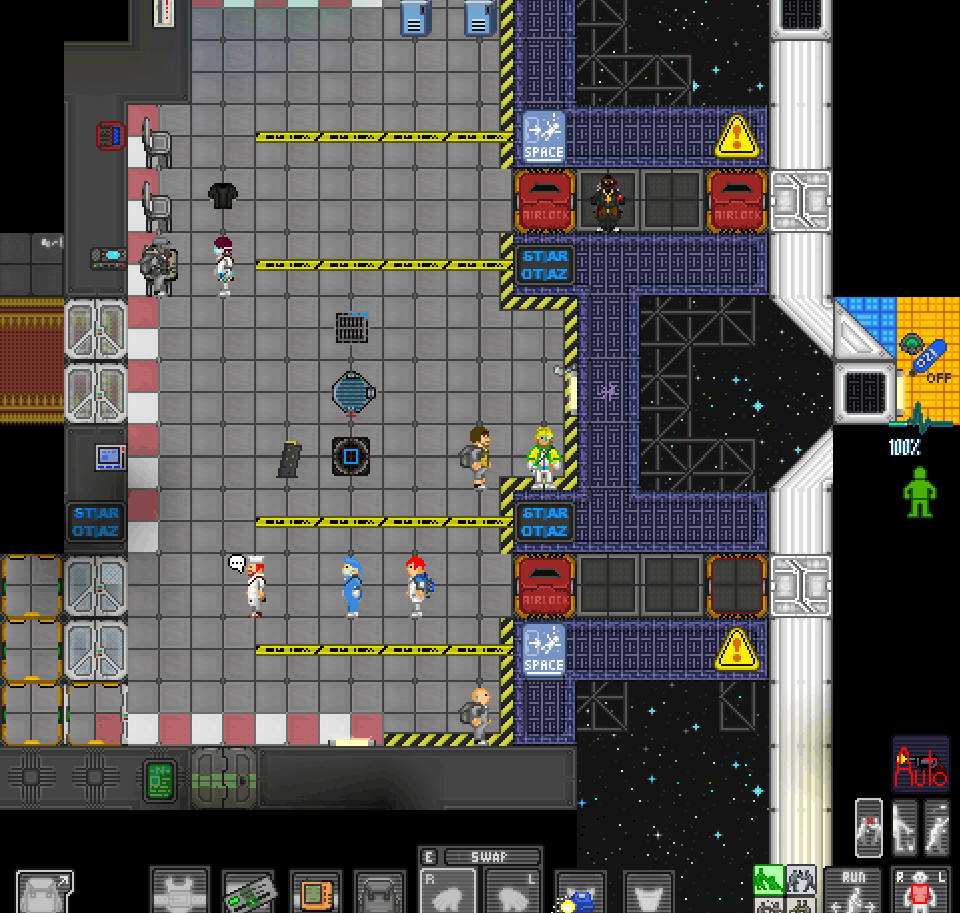
Изображение игрового процесса Space Station 13.

Игровой процесс базируется на ролевой игре, социальном взаимодействии игроков, разнообразии игровых механик и организованности против опасностей, угрожающих станции.

### Ролевая игра и социальное взаимодействие
Ролевая игра требует от игрока вживания в роль, следования её особенностям и текущим обстоятельствам. Например, если игрок получил роль повара, то он, несомненно, обязан уметь готовить, но не должен уметь оказывать профессиональную медицинскую помощь, станции, снабжать станцию электроэнергией, проводить расследования и т. д. В случае необходимости игроку придётся отыгрывать дилетанта, то есть в случае необходимости первой помощи накладывать повязки на заведомо ложные места, путать показания сканеров и т. д. Если игрок получил роль уборщика, то его обязанностью является мыть полы, заменять перегоревшие лампочки, подчиняться приказам более старшего персонала. Также, он не должен ввязываться в драки (а только убегать и сообщать другим о происшествиях), не должен самостоятельно проводить расследования инцидентов и выходить в открытый космос, но он может делать мокрыми полы, на которых люди поскальзываются. В зависимости от обстоятельств ролевое поведение может изменяться — например, если персонаж пережил шок от смерти товарищей, если он принял решение участвовать в бунте на станции, если он слишком много употребил в игре спиртного и пр.
Игровой процесс строится на социальном взаимодействии и подразумевает, что игрок должен общаться с коллегами по станции, насыщать своего персонажа эмоциями. Например: разговор на отвлечённые темы, просьба о помощи от сотрудников другой квалификации, крики и вопли в случае наблюдения за кровавыми сценами, различные самопроизвольные розыгрыши товарищей и т. п.
Важным элементом игрового процесса является то, что игрок — один человек большого коллектива таких же игроков. С одной стороны, он решает поставленные ему задачи и справляется со своими обязанностями. Но с другой стороны, ему нужно взаимодействовать с товарищами для достижения общих целей (повар может попросить ботаника вырастить ему помидоров; уборщику будет проще работать если ему химик подготовит специальную очистительную смесь; если игрок заболел или травмирован, то ему окажут помощь в медицинском блоке и т. д.).

### Профессии
Изначально каждый игрок получает определённую профессию, которая во многом задаёт ту роль, которую будет выполнять игрок. Это обеспечивается не только ролевой игрой, но и игровой механикой. Так, практически у каждой профессии есть своя область на станции, которая доступна ему и недоступна другим. Например, дверь на кухню может открыть повар и другим проникнуть будет сложнее. На старте раунда игрок появляется в помещении в соответствии со своей профессией, и соответственно получает в своё распоряжение ряд редких или уникальных инструментов, недоступных другим ролям. Для применения ряда предметов требуется определённые знания (например, клоун не умеет взламывать шлюзы, а инженер не умеет разводить слизней, которые необходимы для исследований в области ксенобиологии).
Каждая из профессиональных активностей подразумевает мини-игру, то есть отдельную игру со своей игровой механикой (например, снятие отпечатков пальцев и волокон детективом). Они также включают в себя социальную составляющую (бармен общается с посетителями и следит за порядком в баре; клоун шутит над персоналом станции; детектив опрашивает свидетелей и проводит допросы), элементы крафтинга (бармен имеет множество способов приготовления напитков и коктейлей; у повара большой набор рецептов приготовления различных блюд; химик может синтезировать лекарственные препараты и другие химические вещества, роботехник с помощью различных инструментов и деталей изготавливает роботов), многошаговых квестов (доктора выполняют хирургические операции, робототехник рядом действий собирает сложные механизмы), исследование происходящего (доктора обследуют пациентов, атмосферные техники проверяют состояние воздуха, труб, фильтров, помп и др., уборщики ищут следы грязи, пятна крови, ловят мышей, криминалист анализирует предметы места преступления).

### Режимы и события
Space Station 13 отличается множеством режимов игры и разнообразием событий, которые потенциально могут произойти на станции.
Игра проходит в рамках некоторой смены персонала на станции, во время которой происходят опасные события. Это может быть как внешняя угроза (вирусная эпидемия, попадание в пояс астероидов, ионный шторм и т. д.), так и внутренний саботаж (например, наличие предателя на станции, мятеж среди персонала, появление наёмника). Антагонистами в ряде случаев управляют игроки (проникновение служителей культа на станцию, ограбление пиратами, атака оперативников Синдиката, …). События такого рода вырывают персонал из привычного уклада жизни, требуют от него идентифицировать угрозу и принять меры по выживанию.
Часто используется режим «секрет», когда катастрофическая ситуация выбирается случайно, и она неизвестна игрокам. Например, в одном режиме сектанты пытаются вызвать их повелителя из Ада, в другом оперативные силы пытаются взорвать на станции ядерную бомбу, в третьем недружественный ИИ убивает углеродные формы жизни. Режимов достаточно много, и при этом персонал играет различные роли. Как следствие, в игре трудно разработать общую стратегию для решения проблем и в этом заключается игровой вызов.

### Общая игровая механика
Одна игра длится около часа. К уже идущей игре можно присоединиться в любой момент (игрок свободно выбирает профессию и начинает игру в «прибытии»). Если игрок готов к началу раунда, то он оказывается на своём рабочем месте, а профессия выбирается случайно вследствие предпочтений, указанных в настройках. На старте один игрок или более могут получить роль антагониста. В процессе игры персонал станции также может переходить на другую сторону. Например, революционеры могут уговорить обычных работников к ним присоединиться. Или, если игрок является ИИ, который контролирует устройства станции, то он должен выполнять законы робототехники Азимова, обеспечивать безопасность станции, помогать людям в их работе и т. д. Однако, в случае обесточивания станции из-за ионного шторма, программа ИИ может измениться, и его задачей может стать уничтожение любой органической жизни. Но, вместе с тем, могут быть и другие сценарии, когда например предатель на станции загружает новую программу в ИИ и игроку в роли ИИ придётся выполнять другие приказы и жить по другим законам.
Игровая механика предлагает богатый выбор по манипуляции предметами. Например, игрок может открутить пианино с помощью гаечного ключа. Само же применение предметов зависит от контекста, когда, например, использование лома на другом игроке означает ударить, а использование на закрытой двери означает её открыть. При манипуляции предметами игрок может выбрать намерение действия (помочь, обезоружить, тащить, ударить), и, соответственно, от него зависит результат. Так, свободной рукой можно как сделать искусственное дыхание, так и ударить.

## Разработка
Space Station 13 являлась проектом с закрытым исходным кодом и изначально была создана как симулятор атмосферы в 2003 году разработчиком Exadv1. Как утверждается, исходный код был украден в 2006 году (посредством реверс-инжиниринга) и попал в Интернет, и с этого момента начали появляться отдельные сервера, отличающиеся от оригинального, а игра за счёт них начала набирать популярность. В начале 2009 года игра стала популярна на ряде форумов из-за того, что стали выпускаться модификации, значительно расширяющие базовый вариант игры. Например, была добавлена химическая лаборатория и мастерская роботов, а также ряд юмористических ролей, таких как клоун и мим.
Впоследствии число игроков постоянно увеличивалось и в настоящее время игра известна на многих игровых сайтах. Из-за особенностей BYOND каждый сервер имеет свою версию исходного кода игры и по этой причине имеет абсолютно уникальные итерации, отличающиеся функциональным наполнением и содержанием. Так, ранее в оригинальном коде Space Station 13 существовали подводная морская лаборатория, полярная станция и марсианская база.

### Развитие игры
Длительное время разработчики старались развивать игру автономно, но разработка шла медленно. 19 января 2015 года ими было принято решение о публикации исходного кода игры в связи с тем, что они не могут уделять проекту все свое время.
Развитие игры происходит через сообщества игроков, каждое из которых имеет один или несколько игровых серверов. Так как развитие в зависимости от сообщества происходит независимо, то игровой процесс и правила могут отличаться.

## Отзывы и мнения
| Награды              | Награды                                                                                 |
| Издание              | Награда                                                                                 |
| -------------------- | --------------------------------------------------------------------------------------- |
| Rock, Paper, Shotgun | Рейтинг лучших свободных игр всех времён на персональных компьютерах (2016), 36-е место |

В 2016 году издание Rock, Paper, Shotgun поставила Space Station 13 на 36-ю строчку своего рейтинга лучших бесплатных игр всех времён для персональных компьютеров. В описании редакция причислила игровой процесс близким к таким понятиям, как «дух товарищества» и «заговор», где игроки должны, находясь на станции, совместно кооперироваться и держать её в работающем состоянии. В то же время, станция подвергается опасности и может погружаться в хаос, что тоже может нравиться игрокам. Вместе с тем заговор может происходить среди находящихся на станции, часть из которых могут оказаться антагонистами. В рецензии отметили, что Space Station 13 обладает одной из самых сложных симуляций, которые можно найти среди игр — сюда входит симуляция химических реакций, биологических процессов, практически каждый предмет может быть сломан или починен, и др. По заключению критиков, данные симуляционные процессы ещё более опасны, нежели присутствующие на станции антагонисты.

## Влияние
Разработчик и геймдизайнер игры Ion Дин Холл сообщил, что Space Station 13 является источником вдохновения для его игры Stationeers, а также то, что многие элементы его игры взяты из Space Station 13. Среди других игр, основанных на Space Station 13, называется Barotrauma, где с аналогичной игровой механикой события происходят на подводной лодке.